# Edmund Schlesinger
Edmund Schlesinger, auch Edmond, (geboren 18. Mai 1892 in Paris; gestorben 5. April 1968 in Louisville (Kentucky)) war ein österreichischer Rechtsanwalt, Individualpsychologe, Literaturwissenschaftler, Filmfestivalgründer und Hochschullehrer in den USA.

## Leben
Edmund Schlesinger wuchs in Wien auf und war in der sozialistischen Jugend organisiert. Er wurde Mitglied der Sozialdemokratischen Arbeiterpartei (SDAP) und war zeitweise Vorstandsmitglied eines Bezirksverbandes der Partei. Schlesinger studierte Rechtswissenschaften an der Wiener Universität und ließ sich als Rechtsanwalt in Wien nieder. Er war mit Frida Hagen verheiratet. Er beriet Gewerkschaften und vertrat 1927 nach dem Wiener Justizpalastbrand Sozialisten und Schutzbündler vor Gericht.  
Er war Schüler des Psychoanalytikers Alfred Adler, begann als Individualpsychologe zu praktizieren und weitete seine Interessen auf die Kriminalpsychologie aus. Er schrieb Beiträge für die Internationale Zeitschrift für Individualpsychologie (IZIP) und die Individual Psychology News (IPN). 
Nach den Februarkämpfen 1934 emigrierte Schlesinger nach Paris, wo er für den Französischen Rundfunk arbeitete und in der Volksfrontzeitung Vendredi zu pädagogischen Themen Stellung nahm. Nach dem Anschluss Österreichs an das nationalsozialistische Deutschland 1938 beteiligte er sich an der Widerstandsorganisation Auslandsvertretung der österreichischen Sozialisten (AVOES) und am Matteotti-Komitee. Der Familie Schlesinger gelang im Jahr 1940 mit dem griechischen Schiff Nea Hellas die Flucht in die USA.
Schlesinger unterrichtete zunächst an der Cornell University in New York und arbeitete als Individualpsychologe. Er kam 1946 nach Louisville (Kentucky) und wurde Literaturprofessor an der University of Louisville. Er nannte sich nun Edmond R. Schlesinger, seine Frau fand eine Stelle als Bibliothekarin an der Universität, ihre Tochter Hilde Schlesinger (1925–2003) wurde Ärztin und forschte über Taubheit.  1955 gründete er ein Filmfestival in Louisville.

## Schriften
Bibliographie der Zeitschriftenaufsätze bei Clara Kenner